# 佐藤惣之助 (貴族院議員)

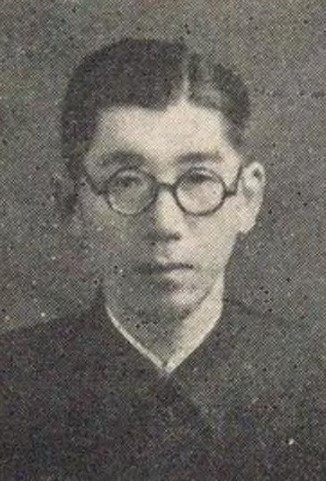
佐藤惣之助

佐藤 惣之助（さとう そうのすけ、1895年（明治28年）5月24日 - 1970年（昭和45年）1月4日）は、大正から昭和期の技官、実業家、政治家。貴族院多額納税者議員。

## 略歴
宮城県名取郡中田村柳生（現仙台市太白区柳生）で、素封家・佐藤亀八郎の長男として生まれる。1921年（大正10年）北海道帝国大学農学部を卒業した。
農商務省嘱託、同技手、商工技師などを歴任。1929年（昭和4年）に退官して家業を継いだ。1933年（昭和8年）中田村会議員に就任。中田村助役、名取農産物販売組合長、警防団長などを務め、1939年（昭和14年）9月、宮城県会議員に選出された。1940年（昭和15年）12月、大政翼賛会名取郡支部長に就任。その他、宮城県参事会員、北上無線取締役、宮城化学肥料理事、宮城電鉄取締役なども務めた。
1946年（昭和21年）補欠選挙で多額納税者として貴族院議員に互選され、同年9月12日に就任し、同成会に属して活動し1947年（昭和22年）5月2日の貴族院廃止まで在任した。その後、公職追放となった。
追放解除後、宮城県信用組合連合会長、同県人権擁護委員を務めた。

## 著作
- 編『佐藤亀八郎追悼録』佐藤惣之助、1942年。※父の伝記。